# Пітер Акройд
Пітер Акройд (англ. Peter Ackroyd; 5 жовтня 1949 року, Лондон) — британський письменник, поет і літературний критик.

## Біографія
Пітер Акройд народився 5 жовтня 1949 року в Лондоні. У 1971 році отримав ступінь магістра в Кембриджському університеті, потім два роки провів в Єльському університеті в США.
Після повернення на батьківщину він працював редактором в «The Spectator», а в 1986 році став співпрацювати з лондонською «Times», де публікувалися його книжкові огляди.
Свій шлях у літературі Пітер Акройд починав з поезії: в 1973 році вийшла його дебютний поетична збірка «London Lickpenny», потім «Сільське життя» (1978), «Розваги Перлі» (1987). У 1982 році випускає у світ свій перший роман. Акройд — відкритий гей.

## Літературна кар'єра
В 1982 році виходить у світ перший роман письменника «Велика лондонська пожежа». Уже в цьому творі видно основні мотиви творчості письменника — інтерес до минулого і його відображенню в літературі, змішання реальних деталей біографії відомих персонажів англійської історії і культури з сюжетними мотивами і персонажами літературних творів та авторським вимислом. Текст «Великої лондонської пожежі» побудований на алюзіях до біографії Чарльза Діккенса та його роману «Крихітка Дорріт».
Після дебютного роману з'явився роман «Гоксмур» (1985), в якому автор звертається до особистостей архітекторів Ніколаса Гоксмур, Джона Ванбру і Крістофера Рена. В 1987 році побачив світ роман «Чаттертон», де Акройд будує сюжет навколо відомої історії літературної містифікації — молодий британський поет Чаттертон видавав свої твори за вірші невідомого середньовічного автора, а пізніше і сам став персонажем літературного міфу.
Роман «Заповіт Оскара Вайльда» (1993) — це авторська версія останніх років життя знаменитого письменника, вимушеного піти в еміграцію.
У романі «Будинок доктора Ді» (1993) Акройд звертається до особистості окультиста XVI століття Джона Ді. Сюжет роману — химерне переплетення історії життя цього вченого і сучасних письменнику подій. В цьому романі Акройд звертається до жанру наукової фантастики, не обмежуючись тільки історичними реаліями.
У романі «Ден Лено та Ґолем з Лаймгауса» (інша назва — «Процес Елізабет Крі», 1994) Акройд звертається до жанру історичного детективу — це опис похмурої історії вбивств в вікторіанському Лондоні, в яку виявляються залучені такі історичні парсонажі, як Карл Маркс, Чарльз Беббідж та Джордж Роберт Ґіссінґ. Особливу оригінальність антуражу цього твору надає опис побуту кокні і акторів лондонських мюзик-холів.
У 1996 році Акройд випускає черговий фантастичний роман «Мільтон в Америці» — це альтернативна історія англійського поета і громадського діяча 17 століття Джона Мільтона — нібито, який переслідуваний за часів реставрації, він біжить в Північну Америку.
У романі 1999 року «Листи Платона» Акройд малює фантастичний світ далекого майбутнього, в якому історики намагаються відтворити реалії нашого часу на підставі залишків письмових джерел. Сюрреалістичні результати їхніх розвідок дозволяють задуматися про адекватність нашого історичного знання та про співвідношення між писемністю, знанням і реальністю.
У романі «Лондонські автори» (2004) Акройд описує фантастичну історію про масштабну фальсифікацію — англійські літературні кола XVIII століття вражені щораз новими знахідками реліквій, пов'язаних з життям і творчістю Вільяма Шекспіра. Апофеозом цих подій стає урочиста постановка новознайдені п'єси великого письменника. Головними дійовими особами роману постають англійський поет і публіцист епохи романтизму Чарлз Лем та його сестра Мері Лем.
Метароман «Журнал Віктора Франкенштейна» (2008) — це версія знаменитого роману Мері Шеллі, написана від імені Віктора Франкенштейна, де як дійові особи виступають сама письменниця, Персі Шеллі, Байрон і чудовисько, створене нещасним ученим.
Акройд також публікує біографічні твори про таких особистостей, як Вільям Блейк та Вільям Шекспір, а також фундаментальні історико-топографічні книги «Лондон. Біографія міста» та «Темза».

### Романи
- Велика лондонська пожежа (The Great Fire of London , 1982)
- Заповіт Оскара Уайльда (The Last Testament of Oscar Wilde, 1983, російський переклад — Заповіт Оскара Уайльда, переклад Л. Мотильова, Москва, «Б. С. Г. — прес», 2000)
- Хоксмур (Hawksmoor, 1985, російський переклад — Хоксмур. Москва, Астрель, переклад — А. Асланян, 2011)
- Чаттертон (Chatterton, 1987) (шортлист Букерівської премії, 1987, російський переклад — Чаттертон, Москва, Аграф, переклад — Т. Азарковіч, 2000)
- Перше світло (First Light (1989)
- Англійська музика (English Music (1992)
- Будинок доктора Ді (The House of Doctor Dee, 1993, російський переклад — Будинок доктора Ді, Москва, Иностранка — Б. С. Г. — прес, переклад В. Бабкова, 1995)
- Процес Елізабет Крі (Dan Leno and the Limehouse Golem , 1994, друге англ. Назву  The Trial of Elizabeth Cree , російський переклад — Процес Елізабет Крі, Москва, Іноземна література — Б. С. Г. — прес, переклад Л. Мотильова, 2000)
- Мільтон в Америці (Milton in America, 1996, російський переклад — Мільтон в Америці, Санкт-Петербург, Амфора, переклад — С. Сухарєва та Л. брилових, 2002)
- Повість про Платона (The Plato Papers, 1999, російський переклад — Повість про Платона, Москва, Иностранка — Б. С. Г. — прес, переклад — Л. Мотильова, 2002)
- Клеркенвельські оповіді (The Clerkenwell Tales , 2003, український переклад — Клеркенвельські оповіді, Харків, Фоліо, переклад —  А. О. Івахненко, 2011)
- Лондонські вигадники (The Lambs of London, 2004, російський переклад — Лондонські вигадники, Москва, Иностранка, переклад — І. Стам, 2008)
- Падіння Трої ( The Fall of Troy  (2006, російське видання — пер. С англ. В. Кулагиной-Ярцевої. — М .: Видавництво Ольги Морозової, 2012. — 304 с.)
- Журнал Віктора Франкенштейна (The Casebook of Victor Frankenstein, 2008, російський переклад — Журнал Віктора Франкенштейна, Москва, Астрель, переклад — А. Асланян, 2010)

### Документальна проза
- Notes for a New Culture: An Essay on Modernism  — 1976
- Dressing Up: Transvestism and Drag: The History of an Obsession  — 1979
- T. S. Eliot: A Life  — 1984
- Dickens 'London: An Imaginative Vision'  — 1987
- The Life of Thomas More  — 1988
- Ezra Pound and his World  — 1989
- Dickens  — 1990
- An Introduction to Dickens  — 1991
- Blake  — 1996

 Рос.пер. : Блейк / пер. Тетяни Азарковіч  (Софія, 2004. — 672 с. — ISBN 5-9550-0302-9) .
- London: The Biography  — 2000

 Укр.пер. : Лондон. Стисла біографія. / пер. Володимира Горбатька  (Видавництво КМ-Букс, 2021. — 664 с. — ISBN 	978-9-669-48420-8) .
- Albion: The Origins of the English Imagination  — 2002
- Chaucer  (first in planned series of  Ackroyd's Brief Lives ) — 2005
- Shakespeare: The Biography  — 2005

 Рос.пер. : Шекспір. Біографія / пер. Ольги Кельберт  (КоЛибри, 2009. — 752 с. — ISBN 978-5-389-00602-7) .
- Turner  (second book in the 'Brief Lives' series) — 2006
- Newton  (third book in the 'Brief Lives' series) — 2007
- Thames: Sacred River  — 2007

 Рос.пер. : Темза. Священна річка / пер. Леоніда Мотильова (Издательство Ольги Морозовой, 2009. — 600 с. — ISBN 978-5-98695-038-9).
- London under  — 2011.

Російський переклад: Підземний Лондон: історія, що причаїлася під ногами / пер. Олександри Фіногеновой і Артема Осокіна. — Москва: видавництво Ольги Морозової, 2014. — 190, [1] с. — ISBN 978-5-98695-065-5.

### Проза для дітей
- The Beginning — 2003
- Escape From Earth — 2004
- Kingdom of the Dead — 2004
- Cities of Blood — 2004
- Ancient Greece — 2005
- Ancient Rome — 2005

## Переклади українською
- Пітер Акройд. Клеркенвельські оповіді. Пер. з англ. Антоніна Івахненко, Микита Скоробогатов. – Харків: Фоліо, 2011. – 264 с. ISBN: 978-966-03-3668-1
- Пітер Акройд. Лондон. Стисла біографія. Пер. з англ. Володимира Горбатька. – Київ: КМ Букс, 2022. – 664 с. ISBN 978-966-948-420-8